# Blutpython
Der Blutpython (Python brongersmai) zählt zur Familie der Pythons (Pythonidae) und wird dort in die Gattung der Eigentlichen Pythons (Python) gestellt. Er ist eine stark gedrungene Schlange mit kurzem Schwanz. Viele Tiere zeigen rote Farbtöne, wovon sich der deutsche Name ableitet. Blutpythons leben in den Tropen Südostasiens. Ursprünglich bewohnte die Art dort feuchte Regenwälder und Sümpfe, ist heute aber auch häufig auf Ölpalmplantagen zu finden. Seine nächsten Verwandten sind der Sumatra-Kurzschwanzpython und der Borneo-Kurzschwanzpython.

## Beschreibung

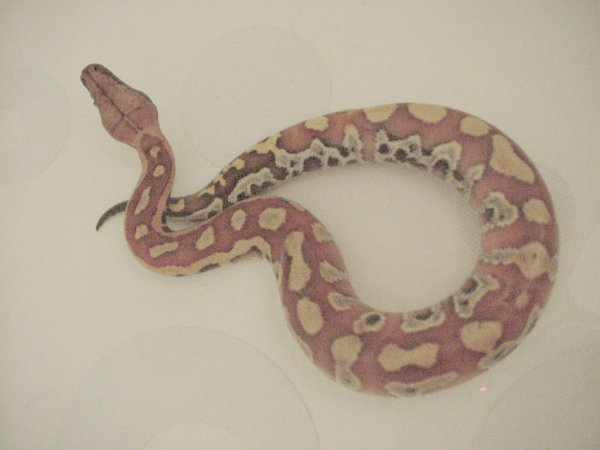
Blutpython

Blutpythons haben einen langen, abgeflachten Kopf, einen kräftigen, muskulösen Nacken, einen gedrungenen Körper und einen kurzen Schwanz. Ihr Schwanz ist kürzer als derjenige von Kurzschwanzpythons, obwohl der deutsche Name Umgekehrtes vermuten lässt. Zur Wirbelsäule hin verjüngt sich der Körper und erscheint im Querschnitt dreieckig. Hinsichtlich Körperlänge und -gewicht ist ein Geschlechtsdimorphismus vorhanden: Weibchen sind im Mittel geringfügig größer und schwerer als Männchen. Beide Geschlechter haben prominente Aftersporne. Bei erwachsenen Männchen sind diese dicker und stärker zum Bauch hin gebogen als bei erwachsenen Weibchen. Typischerweise sind die Aftersporne von adulten Männchen abgenutzter, stumpfer und daher kürzer als bei Weibchen.

### Länge und Gewicht
Die Maximallänge des Blutpythons liegt näherungsweise bei 2,6 Metern. Große Weibchen wiegen ausnahmsweise zwischen 14 und 22 Kilogramm. Unter 1037 in der Wildnis gefangenen adulten Männchen lag die durchschnittliche Kopf-Rumpf-Länge bei 132,4 cm. Ihr Gewicht betrug im Mittel 3,59 kg. Bei 732 wildlebenden adulten Weibchen war die Kopf-Rumpf-Länge durchschnittlich 143,9 cm und ihr Gewicht im Mittel 4,66 kg.

### Beschuppung

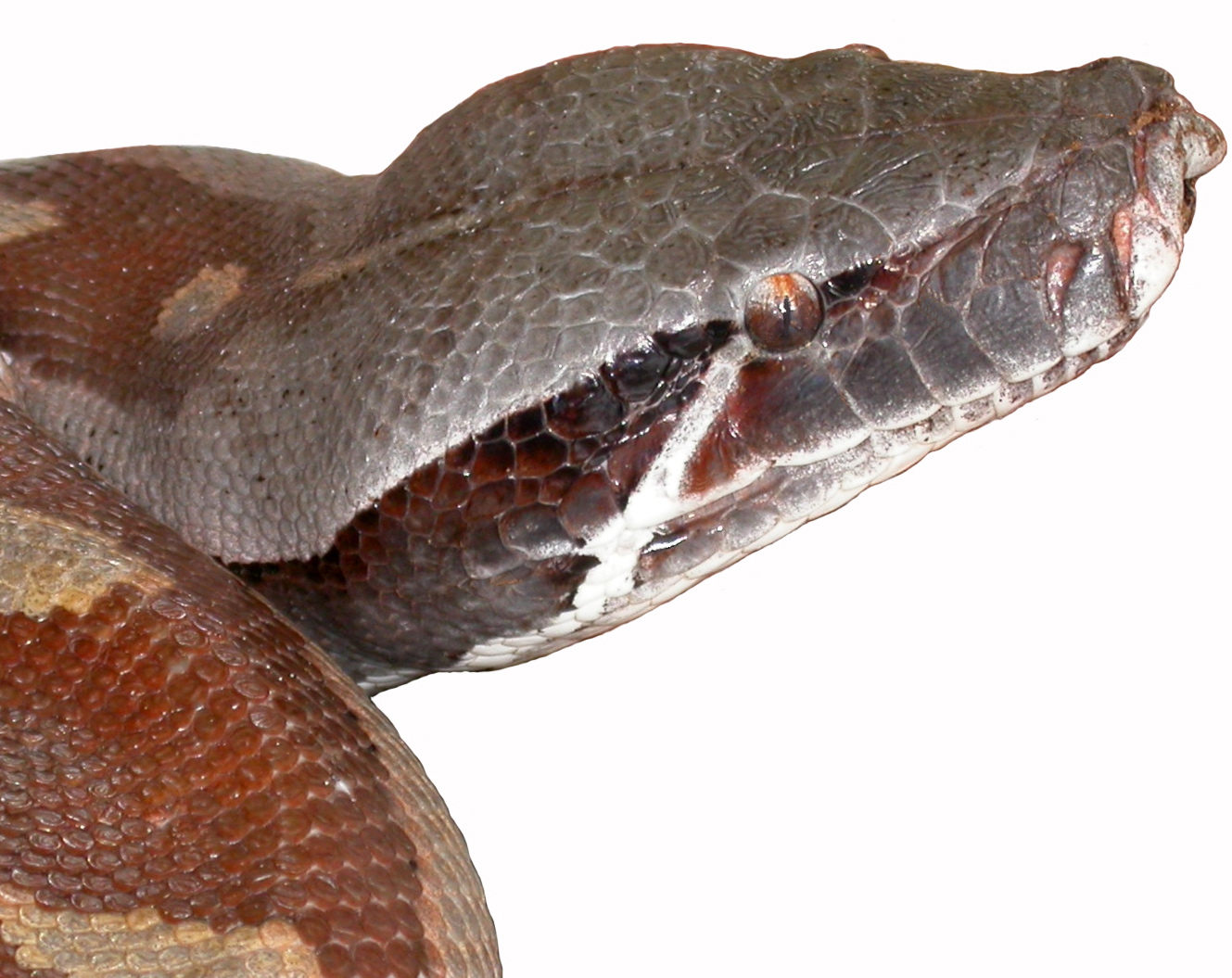
Kopfstudie: Charakteristischerweise erreichen die Oberlippenschilde das Auge

Das Scutum Rostrale (Schnauzenschild) hat, wie bei den meisten anderen Pythons auch, zwei tiefe Labialgruben. Über der Schnauze bis zum Hinterhaupt läuft zentral eine ununterbrochene Naht. Große paarige Platten der Kopfoberseite stehen mit ihr in Kontakt. Von der Schnauze her sind dies die Internasalia (Zwischennasenschilde), die vorderen und hinteren Präfrontalia (Vorstirnschilde), die Frontalia (Stirnschilde) sowie die vorderen großen und 2 bis 3 hinteren kleinen Parietalia (Scheitelschilde).
Die Nasenlöcher sind nach oben hinten angeordnet und werden je von einem großen Nasale (Nasenschild) umgeben. Das Nasale kann vom Nasenloch bis zum Hinterrand des Schildes eine gut erkennbare Naht zeigen oder in mehrere körnige Schilde zerstückelt sein. Zur Kopfmitte hin sind die Nasalia von einem Paar Internasalia separiert, die bereits am Rand des Nasenlochs ihren Anfang nehmen. In der Seitenansicht folgen den nasalen Schuppen Richtung Auge eine Grube mit 4 bis 14 kleinen Lorealia (Zügelschilde). An den vorderen Teil dieser Grube grenzen unterhalb 1 bis 2 große Zügelschilde an. Über beiden Augen befindet sich charakteristischerweise vorne je ein großes und hinten folgend ein kleines Supraoculare (Überaugenschild). Es existieren 2 bis 3 Präocularia (Voraugenschilde), wovon das oberste am größten ist und sich bis auf die Kopfoberseite ausdehnt. Postocularia (Hinteraugenschilde) gibt es 1 bis 3. Die Absenz von Subocularia (Unteraugenschilden) ist der offensichtlichste Unterschied dieser Spezies im Vergleich zum Borneo-Kurzschwanzpython und Sumatra-Kurzschwanzpython. Von den 9 bis 13 Supralabialia (Oberlippenschilde) tragen die vordersten beiden tiefe Labialgruben. Je nach Individuum grenzen der fünfte und sechste, der sechste und siebte oder nur der sechste oder siebte Oberlippenschild direkt an das Auge. Von den 17 bis 22 Infralabialia (Unterlippenschilde) tragen 3 bis 6 vordere und 3 bis 7 hintere Labialgruben.
Die Anzahl der Ventralia (Bauchschilde) variiert zwischen 167 und 178, die Anzahl der dorsalen Schuppenreihen in der Körpermitte zwischen 53 und 61. Von der Kloake bis zur Schwanzspitze befinden sich bauchseitig 24 bis 36 Subcaudalia (Schwanzunterseitenschilde).

### Musterung
Dieser Python zeigt eine variable Musterung. Die Kopfoberseite ist dunkelgrau, hellgrau, braun oder rotbraun gefärbt. Mit Ausnahme der Tiere mit sehr dunkler Kopfoberseite verläuft ein feiner, dünner dunkler Mittelstreifen von der Nasenspitze bis zum Hinterhaupt. Bei den meisten Tieren grenzt dahinter eine dünne helle Linie an, die sich bis zur dunklen Musterung des Nackens erstreckt. Normalerweise ist die Seitenfläche des Kopfes von der Schnauze bis unter das Auge einheitlich dunkel gefärbt. Bei gewissen Individuen kann sie aber auch hellgrau oder braun sein und wird zum Auge hin stark abgedunkelt.
Vom Augenhinterrand bis zum Mundwinkel erstreckt sich ein dünner hellgrauer Streifen, der rötlich umrahmt sein kann. Dahinter schließt sich ein schwarzes Band an, welches vom Augenhinterrand seitlich am Kopf bis auf den Nacken ausläuft.
Die Oberseite des Nackens und der Rücken ist dunkel gefärbt und entlang der Wirbelsäule mit kleinen hellen Punkten versehen. Diese hellen, meist gelblichen Punkte auf der Wirbelsäule sind entweder verbreitert oder fusionieren zu ausgedehnten Flecken und Streifen. An der aufgehellten Flankenseite der vorderen Körperhälfte verläuft eine Serie von dunklen Flecken. Jeder dieser Flecken hat seinen Ursprung seitlich des Bauches und erhebt sich bis etwa zur Mitte der Flanken. Zum Schwanz hin werden die dunklen Flankenflecken immer höher und manche, teilweise sogar alle, verschmelzen mit der dunklen Rückenzeichnung. Die hellen Aussparungen der Flanken besitzen in ihrem Zentrum runde schwarze Flecken mit 2 bis 6 Schuppen Durchmesser. Je nach Individuum treten diese Flecken vereinzelt bis durchgehend auf.
Der Schwanz ist einfarbig dunkel gefärbt. Gewisse Tiere führen auch die helle Wirbelsäulenmusterung weiter. Kinn und Nacken sind komplett weiß. Gegen den Schwanz hin wird der Bauch zunehmend dunkler mit ansteigender Zahl an grauen Sprenkeln und undeutlichen Flecken.
Die Farbe der Iris ist im oberen Bereich hell und dunkelt sich gegen unten zu Grau bis Schwarz ab. Die Pupille ist in all ihren Stellungsgraden am unteren Teil breiter als am oberen. Die Zunge ist von dunkler Farbe.

### Farbtypen und Farbänderung
Die Färbung variiert wesentlich innerhalb dieser Spezies und ist ortsunabhängig. Sie reicht von intensivem Gelb über Braun, Orange-Rot, Rot, Blutrot bis Dunkelgrau. Die Mehrzahl erwachsener Blutpythons besitzt rötliche Farbtöne.
Während der nachgeburtlichen Entwicklung durchlaufen Blutpythons einen ontogenetisch bedingten Farbwechsel. Die Köpfe und dunklen Musterungen von Jungtieren sind typischerweise hellbraun, braunorange bis braun. Innerhalb der ersten zwei bis drei Lebensjahre geht bei vielen Tieren die drastische Umfärbung zu Rot vonstatten. Zwischen dem fünften und siebten Lebensjahr dunkelt die Farbe noch nach. Blutpythons können zudem die Intensität ihrer Kopffarbe innerhalb von mehreren Stunden ändern. Ein schwarzköpfiges Individuum kann beispielsweise an einem Tag zu Silbergrau und wieder zurück zu Schwarz wechseln.

## Verbreitung und Lebensraum

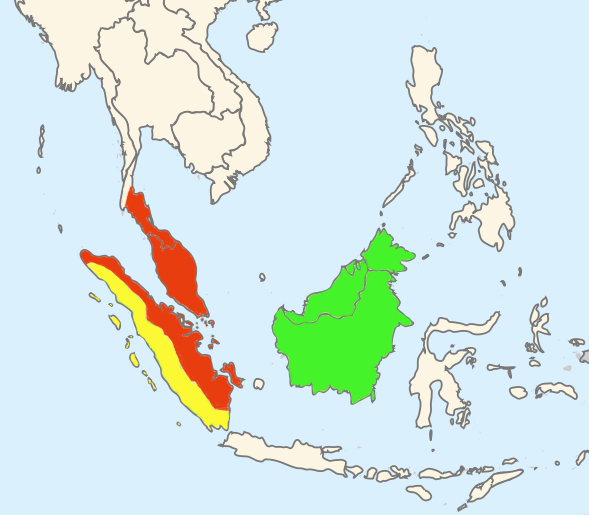
Verbreitungsgebiete von Blutpython (rot), Sumatra-Kurzschwanzpython (gelb) und Borneo-Kurzschwanzpython (grün)

Im Gegensatz zum Borneo- und Sumatra-Kurzschwanzpython bewohnt er auch das Festland von Südostasien. Sein Verbreitungsgebiet umfasst die Südspitze Thailands, die Malaiische Halbinsel, kleine Inseln in der Meeresstraße von Malakka und den östlichen Teil von Sumatra.
Das tropische Klima auf Sumatra besitzt charakteristischerweise eine konstant hohe Durchschnittstemperatur von mehr als 26 °C und hohen Niederschlagsraten mit jährlich mehr als 2000 mm.
Hier bewohnt er Sumpfland, Sumpfwald, dichten Dschungel und Sekundärwald. Entlang von Bächen und Flüssen lebt er ebenfalls.
Die natürlichen Habitate auf den indonesischen Inseln werden schon seit geraumer Zeit von menschlichen Aktivitäten stark beeinträchtigt.
Studien in Nord-Sumatra zeigen, dass Blutpythons in Ölpalmplantagen inzwischen häufiger zu finden sind als in natürlichen Gebieten. Der Grund dafür liegt einerseits an der riesigen Dichte an Ratten (mehr als 400 pro Hektar) und andererseits an geeigneten Verstecken unter abgestorbenen Palmblättern. Seit die Ölpalmplantagen in ganz Sumatra expandieren, nimmt die Anzahl Blutpythons stetig zu, während die ursprünglich ansässigen Netzpythons weniger werden.
Auf Sumatra ist der Blutpython mancherorts sympatrisch mit dem Netzpython. Allerdings bleibt der Netzpython den Ölpalmplantagen üblicherweise fern.
Blutpythons und Sumatra-Kurzschwanzpythons scheinen auf Sumatra allopatrisch zu sein. Die geographische Abgrenzung dieser beiden Arten kommt durch die hohe zentrale Bergkette, die sich über die ganze Länge Sumatras erstreckt, zustande. Da bisher keine dieser Spezies auf über 2000 Meter über Meer gesehen wurde, ist eine Überlappung im Gebirge praktisch ausgeschlossen. Interferenzen wären theoretisch bei den Gebirgsausläufern im Südosten der Insel möglich, dieser Teil ist aber noch unerforscht.
Vieles deutet aber darauf hin, dass sich die Verbreitungsgebiete des Blutpythons und des Sumatra-Kurzschwanzpythons durch den Handel zunehmend künstlich vermischen. So erhalten beispielsweise Schlachthäuser im Westen Sumatras häufig Lieferungen zahlreicher Sumatra-Kurzschwanzpythons aus dem Osten. Wenn diese auf der Reise oder vor Ort entweichen, dringen sie in vom Blutpython bewohnte Areale vor.

## Verhalten
Über das Verhalten dieses Pythons ist fast nichts bekannt. Studien zur Lebensweise der Art im Freiland gibt es nicht. Er wird generell als standorttreu und dämmerungs- und nachtaktiv beschrieben. Um sich zu verstecken oder Beute aufzulauern gräbt er sich gerne in den feuchten Boden ein oder legt sich unter dichte Vegetation.

## Ernährung
Blutpythons sind Lauerjäger. Nahezu 95 % der Nahrung von in der Natur gefangenen Pythons bestand aus Nagetieren. Darunter Reisfeldratten (Rattus argentiventer), Wanderratten (R. norvegicus), Pazifische Ratten (R. exulans), Rattus timanicus, Langschwanz-Riesenratten (Leopoldamys sabanus), Stachelratten (Maxomys rajas) und Mäuseartige. Auch erbeutet er andere kleine einheimische Säugetiere wie die zu den Raubtierartigen gehörenden Streifenroller (Arctogalidia trivirgata) und Bänderroller (Hemigalus debryanus), den zu den Raubtieren zählender Buntmarder, ein zur Gattung der Primaten gehöriger Plumplori (Nycticebus coucang) und das Spitzhörnchen (Tupata javanica). Des Weiteren jagt er gelegentlich Haushühner.
Die Häufigkeit der Nahrungsaufnahme wurde in einer Studie untersucht. Die Frequenz nimmt mit steigender Körpergröße zu. Bei erwachsenen Tieren scheinen die Fressabstände von Geschlecht, Saison und Fortpflanzungszeit abzuhängen.

## Fortpflanzung
Zur Fortpflanzung im Freiland ist ebenfalls nur sehr wenig bekannt, auch hier stammt das bekannte Wissen fast ausschließlich von Untersuchungen toter Tiere und aus Gefangenschaft. Auf Sumatra ist die Fortpflanzungszeit stark saisonal. Im Dezember waren die Hoden untersuchter Männchen, verglichen mit Messungen in den übrigen Monaten, deutlich vergrößert. Demnach liegt die Paarungszeit auf dieser Insel um den Dezember herum. Offenbar pflanzt sich ein erheblicher Anteil der Weibchen auf Sumatra nur jedes zweite Jahr fort. Eier werden zwischen April und Mai gelegt. Die Gelege von 143 Weibchen aus Sumatra beinhalteten zwischen 4 und 28 Eier. Im Mittel waren es 15,58. Diese Eier waren im Durchschnitt 83 Gramm schwer.
Das Gelege wird nach Beobachtungen in Gefangenschaft etwa 75 Tage lang bebrütet. Das Weibchen liegt in dieser Zeit zusammengerollt über den Eiern und sorgt durch Muskelzittern für gleichmäßige Temperaturen. Die Brutfürsorge endet mit dem Schlupf der Jungen. Frisch geschlüpfte Jungtiere des Blutpythons und der Kurzschwanzpythons werden bisher in der Literatur pauschal als 30 bis 48 Zentimeter lang beschrieben.

## Alter und Lebenserwartung
Angaben zum Durchschnitts- und Maximalalter freilebender Individuen sind unbekannt; in Gefangenschaft gibt es unter Blut- und Kurzschwanzpythons Individuen, welche schon über 27 Jahre alt geworden sind.

## Gefährdung
Blutpythons werden in ihrem Verbreitungsgebiet für die Lederindustrie stark ausgebeutet. Auf Sumatra und Borneo werden jährlich 70.000 bis 200.000 Blut- und Kurzschwanzpythons geschlachtet und exportiert. Dabei wird meist nicht spezifisch nach diesen Pythons gejagt, sondern sie bei Gelegenheit in Ölpalmplantagen aufgegriffen. In Sumatra basiert der kommerzielle Lederhandel mit Blutpythons und Sumatra-Kurzschwanzpythons zu 92 % aus Blutpythons. Dies ist für die weitere Existenz diese Spezies besorgniserregend.
Glücklicherweise scheinen diese Pythons auch auf vom Menschen kultivierten Flächen neue ökologische Nischen vorzufinden, wodurch sie Habitatverluste bis zu einem gewissen Grade kompensieren können.

## Systematik
Der Blutpython erhielt zu Ehren von Leo Daniel Brongersma (1907–1994),  ehemaliger Professor für systematische Zoologie an der Universität Leiden, Direktor des Reichsmuseums für Naturgeschichte in Leiden und Vorsitzender niederländischer und europäischer Herpetologen, seinen wissenschaftlichen Namen Python brongersmai.
Schlegel beschrieb 1872 die Art Python curtus nach einem in Sumatra gefangenen Tier. 1880 wurde Python breitensteini von Steindachner als eigenständige Art bezeichnet und von Python curtus abgespalten. Mit der Neubeschreibung von Python curtus brongersmai im Jahre 1938, erteilte Olive Griffith Stull diesen drei Pythons Unterartstatus. 2001 wurde allen drei Subspezies Artstatus zugesprochen.
Auf Grund von Körpergröße, Beschuppung, Farbe und geographischer Verbreitung unterscheiden sich der Blutpython (Python brongersmai), der Borneo-Kurzschwanzpython (Python breitensteini) und der Sumatra-Kurzschwanzpython (Python curtus) klar voneinander.
Anhand eines Teilstücks des mitochondrialen Cytochrom-b Gens wurde nachgewiesen, dass der Borneo-Kurzschwanzpython und der Sumatra-Kurzschwanzpython miteinander näher verwandt sind als mit dem Blutpython. Auf genetischer Ebene sind die Verwandtschaftsunterschiede des Blutpython zu den Kurzschwanzpythons annähernd so groß wie zum Netzpython. Phylogenetisch bildet der Blutpython somit die Schwestergruppe der beiden Kurzschwanzpythons.
Es wird vermutet, dass vor mehreren Millionen Jahren ein gemeinsamer Vorfahre das Festland Südostasiens und über Landbrücken Borneo bewohnt hat. Durch einen Meeresanstieg wurde der Genaustausch unterbunden und es entwickelte sich der Blutpython auf dem Festland und ein Vorfahre der beiden Kurzschwanzpythons auf Borneo. Letztere wanderten auch über Landbrücken nach West-Sumatra ein. Der übrige Teil Sumatras lage damals noch unter Wasser. Später versanken die Landbrücken, was die Population in Borneo-Kurzschwanzpythons und Sumatra-Kurzschwanzpythons spaltete. Als sich der Ostteil Sumatras nachträglich auch aus dem Meer erhob, ermöglichte es den auf dem Festland lebenden Blutpythons auf diese Insel zu immigrieren. Weil sich stets eine hohe zentrale Bergkette über die ganze Länge Sumatras erstreckte, war eine Ausbreitung des Blutpythons nach Osten und umgekehrt des Sumatra-Kurzschwanzpythons nach Westen nie möglich.
Blut- und Kurzschwanzpythons unterscheiden sich von allen anderen Pythons durch eine mit kleinen Schuppen bestückten Grube, welche von der Nasenhinterseite bis zum Auge läuft. Auch sind ihre Schwänze signifikant kürzer als bei anderen Pythons.